# Referendum über den Status der Krim

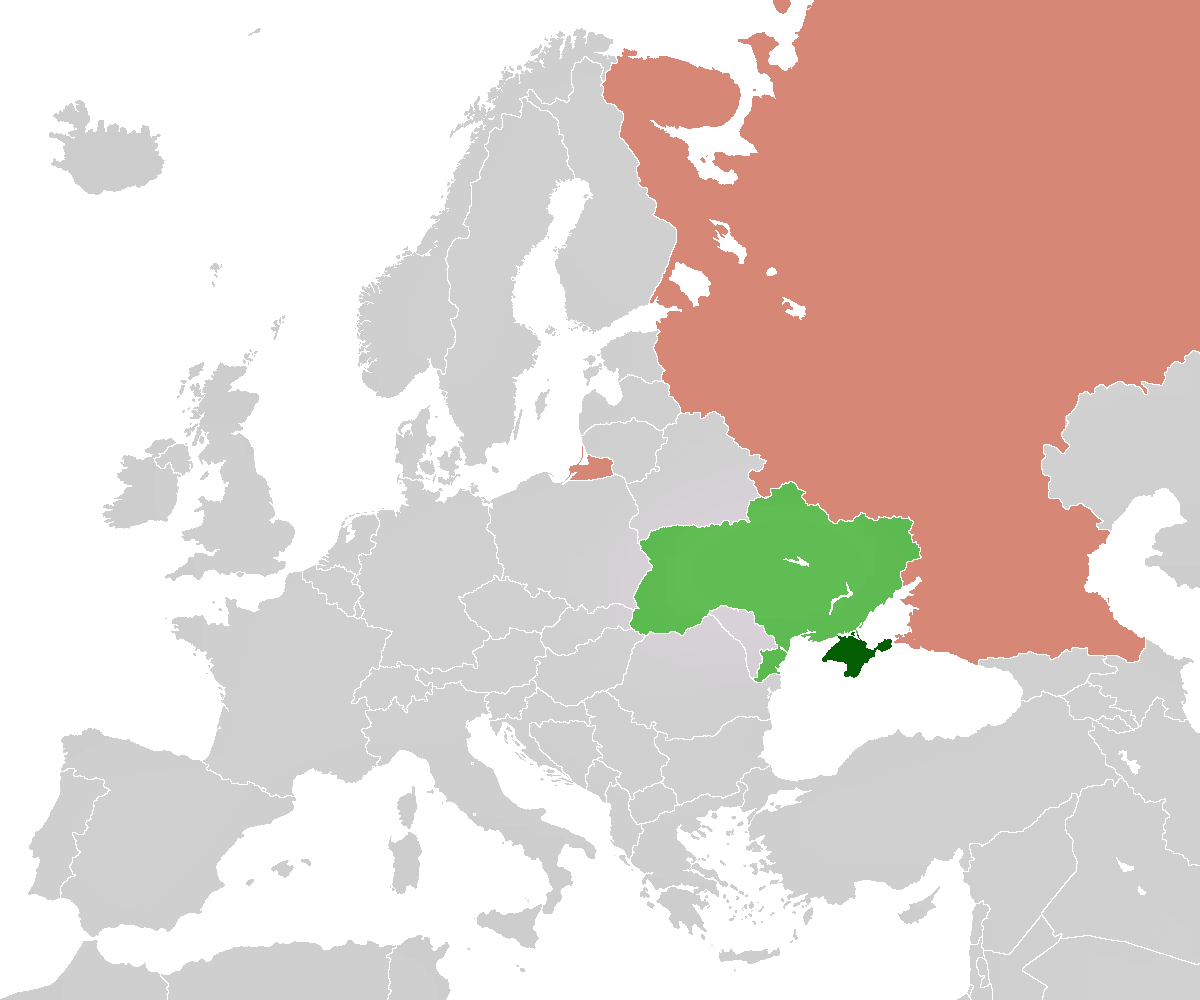
Lage der Ukraine mit der Krim und Lage Russlands
Krim
übrige Ukraine
Russland

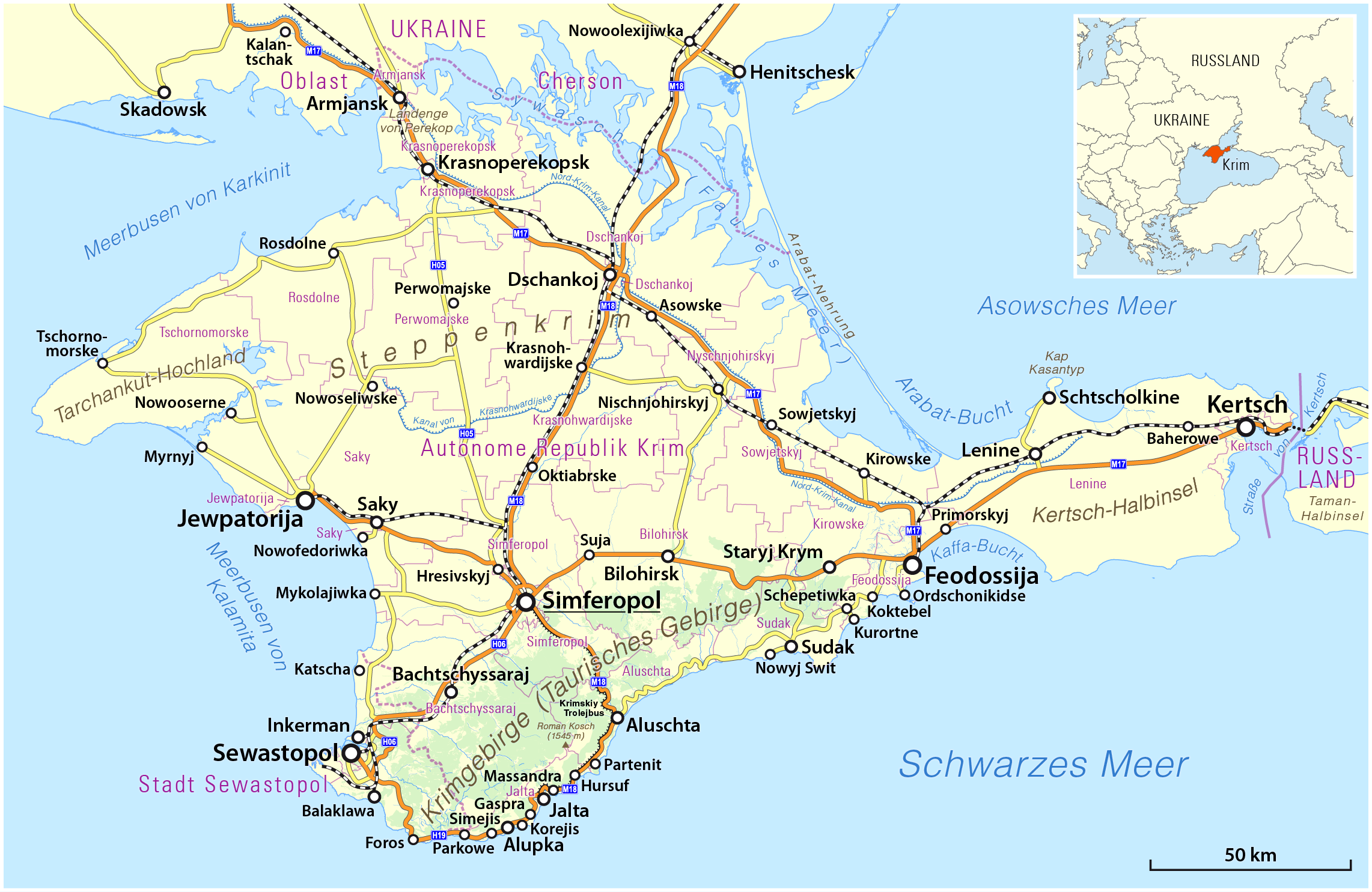
Karte der Halbinsel Krim

Das Referendum über den Status der Krim (russisch общекрымский референдум, ukrainisch загальнокримський референдум, krimtatarisch Umum Qırım referendumu) fand am 16. März 2014 in der völkerrechtlich zur Ukraine gehörenden Republik Krim statt, die vom besetzten Rumpf-Parlament der Autonomen Republik Krim und dem Stadtrat Sewastopols als unabhängiger Staat ausgerufen worden war. Das völkerrechtswidrige Referendum wurde von einer am 27. Februar 2014 handstreichartig installierten Regierung unter Führung des prorussischen Sergei Aksjonow von der Kleinpartei Russische Einheit angesetzt. Bei der Abstimmung im Regionalparlament waren nach Augenzeugenberichten maskierte bewaffnete Männer anwesend. Der Termin der Abstimmung wurde zweimal vorgezogen (erst vom 25. Mai auf den 30. März und dann auf den 16. März). Hintergrund des Referendums waren die rechtswidrige russische Besetzung und Annexion der Krim durch russische Truppen unter Verstoß gegen das russisch-ukrainische Flottenabkommen.
Zur Wahl standen zwei Optionen: der Beitritt zur Russischen Föderation und die Herstellung des Status von 1992, nicht aber die Beibehaltung des Status quo.
Das ukrainische Verfassungsgericht erklärte das Referendum am 14. März 2014 für unzulässig. Der Medschlis des Krimtatarischen Volkes sprach sich für einen Boykott des Referendums aus. Die Resolution 68/262 der UN-Generalversammlung unterstrich die Ungültigkeit des Referendums und dass der Status der Autonomen Republik Krim und der Stadt Sewastopol dadurch nicht verändert würde.

## Vorgeschichte

### Verdeckte russische Intervention und Abstimmung über Referendum

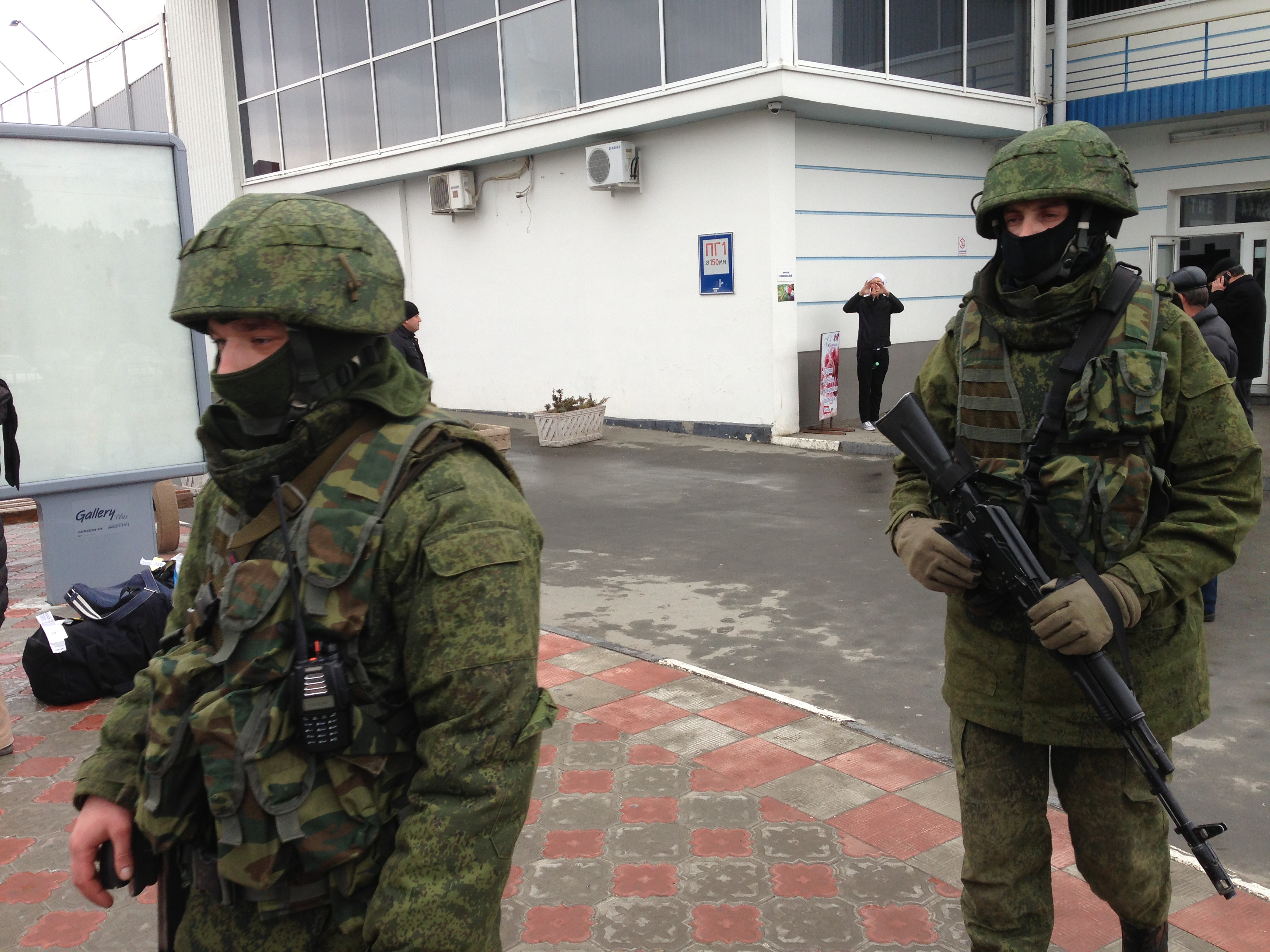
Soldaten ohne Hoheitszeichen am Flughafen Simferopol am 28. Februar 2014

Im Februar 2014 musste der ukrainische Präsident Wiktor Janukowytsch das Land verlassen und in der Ostukraine kam es zu hochgradig korrupten Verwaltungs- und Sicherheitsstrukturen. Das führte zu prorussischen Demonstrationen, die zum Anschluss an Russland aufriefen. Die Kreml-Führung nutzte die kritische Haltung der Krimbevölkerung gegenüber der neuen Zentralregierung in Kiew und russische Spezialkräfte (GRU Speznas) besetzten strategisch wichtige Punkte auf der Krim. Die militärische Präsenz stieg durch den Einsatz des militärischen russischen Geheimdienstes, von Luftlandetruppen und Kosakenverbänden rapide an. Die Kremlführung leugnete die Anwesenheit dieser Truppen und deren anvisiertes Ziel einer Annexion. Begleitet durch den massiven Einsatz von Propaganda und mit der Rückendeckung dieser grünen Männchen (Speznas) konnte die prorussische Bewegung auf der Halbinsel ein Referendum unter repressiven Bedingungen einleiten.
Am frühen Morgen des 27. Februar 2014 besetzten schwerbewaffnete Kräfte das Gebäude des Regionalparlaments der Krim in Simferopol, hissten die russische Flagge und errichteten Barrikaden. Die folgende Sondersitzung fand unter Ausschluss der Öffentlichkeit statt. Zutritt zu der Parlamentssitzung erhielten nur Abgeordnete, die von Aksjonow eingeladen wurden. Diese wurden durchsucht und mussten ihre Mobiltelefone abgeben. Es wird bezweifelt, dass diese Gruppe Parlamentarier frei nach ihrem Gewissen abgestimmt hat, da sich währenddessen schwer bewaffnete Männer in den Flügeln des Gebäudes befanden.
Laut der Pressesprecherin des Parlaments sollen 61 von 64 anwesenden Abgeordneten für ein Referendum über die Unabhängigkeit der Krim gestimmt haben. Einer anderen Darstellung zufolge seien bei der Abstimmung 81 Abgeordnete anwesend gewesen, von denen 78 für die Erklärung gestimmt haben sollen, 19 Abgeordnete seien der Abstimmung ferngeblieben. Nach Recherchen des Aftenposten seien jedoch 36 Abstimmungsberechtigte anwesend gewesen, und damit zu wenige, um die Beschlussfähigkeit herzustellen (mindestens 51 Mitglieder). Auch seien Stimmen von Parlamentsmitgliedern gezählt worden, die nicht anwesend waren. Dies habe mindestens 10 der abgegebenen Stimmen betroffen, für die aus dem Safe des Parlaments entwendete Duplikate der Stimmkarten verwendet worden seien. Manche Abgeordnete, deren Stimmen registriert wurden, seien nicht einmal in Simferopol gewesen.
Die Darstellungen der verschiedenen verfügbaren Quellen über Zahl der anwesenden Abgeordneten und Abstimmungsergebnis differieren also massiv. Am 24. Januar 2015 sprach der Separatistenführer Igor Girkin im russischen Fernsehen davon, dass die „Volkswehr die Abgeordneten einsammeln musste, damit sie Gesetze beschließen“. In der gleichen Sitzung wurde der seit November 2011 amtierende Ministerpräsident der Krim, Anatolij Mohiljow, von der Partei der Regionen abgesetzt und Sergei Aksjonow (Russische Einheit) gewählt, dessen Partei bei der letzten Wahl 4 % der Stimmen erhalten hatte.
Stattfinden sollte das Referendum am 25. Mai 2014, zeitgleich mit den Präsidentschaftswahlen in der Ukraine. Am 1. März 2014 verkündete Aksjonow jedoch, das Unabhängigkeitsreferendum bereits am 30. März abhalten zu wollen. Am 6. März beschloss das Parlament der Autonomen Republik Krim eine erneute Vorverlegung des Termins auf den 16. März.

### Entwicklungen bis zum Referendum
Der Medschlis des krimtatarischen Volkes gab bekannt, er halte das Referendum für illegal, und rief die krimtatarische Bevölkerung zum Boykott auf. Die ukrainische Regierung unter Ministerpräsident Arsenij Jazenjuk (AVV) in Kiew erklärte den Machtwechsel in Simferopol für illegal. Die Regierung in Kiew bezeichnete das geplante Referendum der Krim ebenfalls als illegal und nicht mit der ukrainischen Verfassung vereinbar – die Regierung der Krim überschreite damit ihre verfassungsmäßigen Kompetenzen. Interimspräsident Oleksandr Turtschynow erließ daher ein Dekret zur Annullierung der Entscheidung des Parlaments der Autonomen Republik Krim, worauf dieses wiederum mit dem Hinweis reagierte, nur das Verfassungsgericht der Ukraine sei befugt, seine Beschlüsse außer Kraft zu setzen. Der deutsche Völkerrechtler Stefan Talmon bezeichnete die Entscheidung des Krimparlaments als „verfassungs- und völkerrechtlich unerheblich, weil sie nicht mit der Verfassung der Ukraine in Einklang steht“.
Russlands Präsident Wladimir Putin erklärte, dass Russland zwar keinen Anschluss der Krim plane, aber das Volk der Halbinsel darüber frei entscheiden könne. Am 28. Februar brachte die Partei Gerechtes Russland eine Gesetzesvorlage in die russische Duma ein, die die Annexion ausländischer Gebiete vereinfachen soll, bei denen keine funktionierende Zentralregierung vorhanden ist.
Der Stadtrat von Sewastopol, das der Autonomen Republik Krim nicht angehört, stimmte am 6. März 2014 ebenfalls für den Beitritt zu Russland und für die Teilnahme am Referendum vom nun abermals vorgezogenen Termin am 16. März.
Am 11. März 2014 beschloss das Krimparlament die Schritte, die eingeleitet werden sollen, sollte in dem Referendum für eine Abspaltung von der Ukraine gestimmt werden. Die Unabhängigkeit der Krim inklusive Sewastopols als Republik Krim soll zunächst erklärt werden, um dann ein Aufnahmegesuch an die Russische Föderation zu stellen. Man wolle ein demokratischer, säkularer und multiethnischer Staat werden und berufe sich unter anderem auf das Rechtsgutachten zur Gültigkeit der Unabhängigkeitserklärung Kosovos des Internationalen Gerichtshofs vom 22. Juli 2010, wonach eine einseitige Unabhängigkeitserklärung nicht gegen das Völkerrecht verstoße. Bei der Verkündung des Gutachtens im Jahre 2010 bezeichnete Russland die Ausführungen des IGHs als „juristisch nicht sauber und rein politisch“. Zudem betonte der IGH bei seiner Empfehlung, dass die Abspaltung nach einer Empfehlung eines UN-Sonderbeauftragten stattgefunden hat. Eine solche Empfehlung gibt es für die Krim nicht.

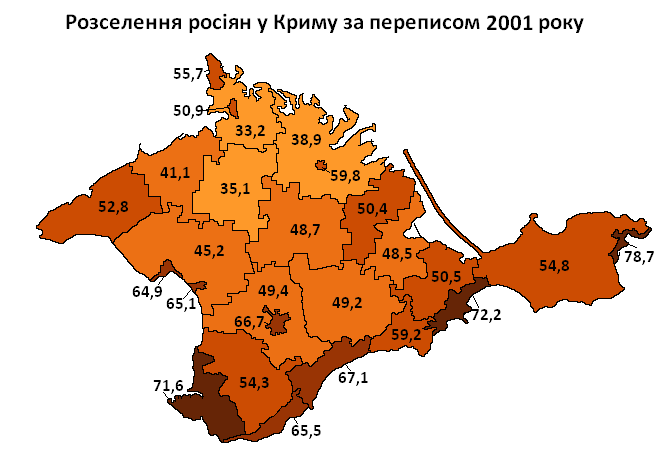
Anteil der russischen Bevölkerungsgruppe auf der Krim im Jahr 2001

Am 11. März 2014 wurde vom Parlament der Krim mit 78 von 81 anwesenden Abgeordneten die dem Referendum vorgreifende Unabhängigkeitserklärung der Autonomen Republik Krim und der Stadt Sewastopol verabschiedet. Die Regierung der Krim kündigte zudem an, im Falle einer Loslösung von der Ukraine die auf der Krim befindlichen ukrainischen Flottenstützpunkte und Kraftwerke zu beschlagnahmen. Diese Schritte nahm die Regierung in Kiew zum Anlass, die Regierung der Krim ultimativ aufzufordern, das Referendum bis zum 12. März abzusagen.
Am 13. März 2014 erörterte das ukrainische Verfassungsgericht die Gültigkeit der Entscheidung des Krimparlaments über die Durchführung des Referendums.
Das Gericht verneinte die Rechtmäßigkeit des Referendums in seiner Entscheidung vom 14. März 2014. Artikel 2 der ukrainischen Verfassung stellt auf die staatliche Souveränität, Unteilbarkeit und Unverletzlichkeit der ukrainischen Grenze ab. Die autonome Republik Krim darf zwar lokale Referenden organisieren und abhalten, Artikel 73 der ukrainischen Verfassung behält die Veränderung des Staatsgebietes aber ausschließlich einem landesweiten Referendum vor. Darüber hinaus schränkt Artikel 124 weiter ein, dass die Krim ein nicht abspaltbarer Teil der Ukraine ist und diese Bestimmung ist gemäß Artikel 157 ein unveränderlicher Verfassungsteil zur territorialen Unverletzlichkeit der Ukraine.
Das Krimparlament lud die Organisation für Sicherheit und Zusammenarbeit in Europa (OSZE) ein, das Referendum zu beobachten. Die OSZE lehnte die Beobachtung ab, weil das Referendum verfassungswidrig sei und keine Einladung des ukrainischen Staates vorliege. OSZE-Militärbeobachter waren zuvor an der Einreise auf die Krim selbst durch bewaffnete Kräfte gehindert worden. In den Tagen vor dem Referendum gab es eine großangelegte Kampagne für den Beitritt zur Russischen Föderation. Auf Wahlplakaten wurde die Krim mit einem Hakenkreuz und Stacheldraht einer Krim in den Farben der russischen Flagge gegenübergestellt. Auf anderen waren Parolen zu lesen wie „Der Faschismus wird nicht durchkommen. Alle zum Referendum.“

## Ablauf der Wahl

### Behinderung ausländischer Journalisten
Ausländische Journalisten wurden vor dem Referendum bedrängt. Die ganze Woche über kam es zu Zwischenfällen, bei denen Reporter von prorussischen Milizen angegriffen, geschlagen und ihrer Ausrüstung beraubt wurden. Am Abend vor der Abstimmung stürmten Bewaffnete das Hotel Moskva (in Simferopol) und durchsuchten Zimmer von Reportern.

### Wahlmodus
Am 16. März 2014 begann das Referendum zum Status der Krim. Rund 1,5 Millionen Wahlberechtigte konnten in 1200 Wahllokalen eine aus zwei Optionen (jeweils in den Sprachen Russisch, Ukrainisch und Krimtatarisch aufgeführt) auswählen:
1. Sind Sie für eine Wiedervereinigung der Krim mit Russland mit den Rechten eines Subjekts der Russischen Föderation?
2. Sind Sie für eine Wiederherstellung der Gültigkeit der Verfassung der Republik Krim von 1992 und für einen Status der Krim als Teil der Ukraine?

Dieses Vorgehen ignoriert erstens die Definition der Venedig-Kommission, deren Prinzip eine JA- oder NEIN-Auswahl vorgibt. Zweitens verletzt die Fragestellung das Prinzip der Eindeutigkeit; Tatsache ist, dass während des Jahres 1992 zwei verschiedene Verfassungen in Kraft waren, womit die zweite Option doppeldeutig ist.
Ob die Halbinsel bei einer Rückkehr zu einer Verfassung von 1992 unabhängig bliebe oder ob es nur um eine Ausweitung der Autonomierechte bei Verbleib im ukrainischen Staatsverband ginge, geht aus den Fragen des Referendums nicht hervor. Wer aber eine Änderung der Verfassung ablehnen wollte, konnte dies nicht kundtun. Eine Wahlmöglichkeit für den Status quo, also für das Verbleiben in der Ukraine ohne die Wiederherstellung einer Verfassung von 1992, gab es nicht.

### Ablauf der Wahl

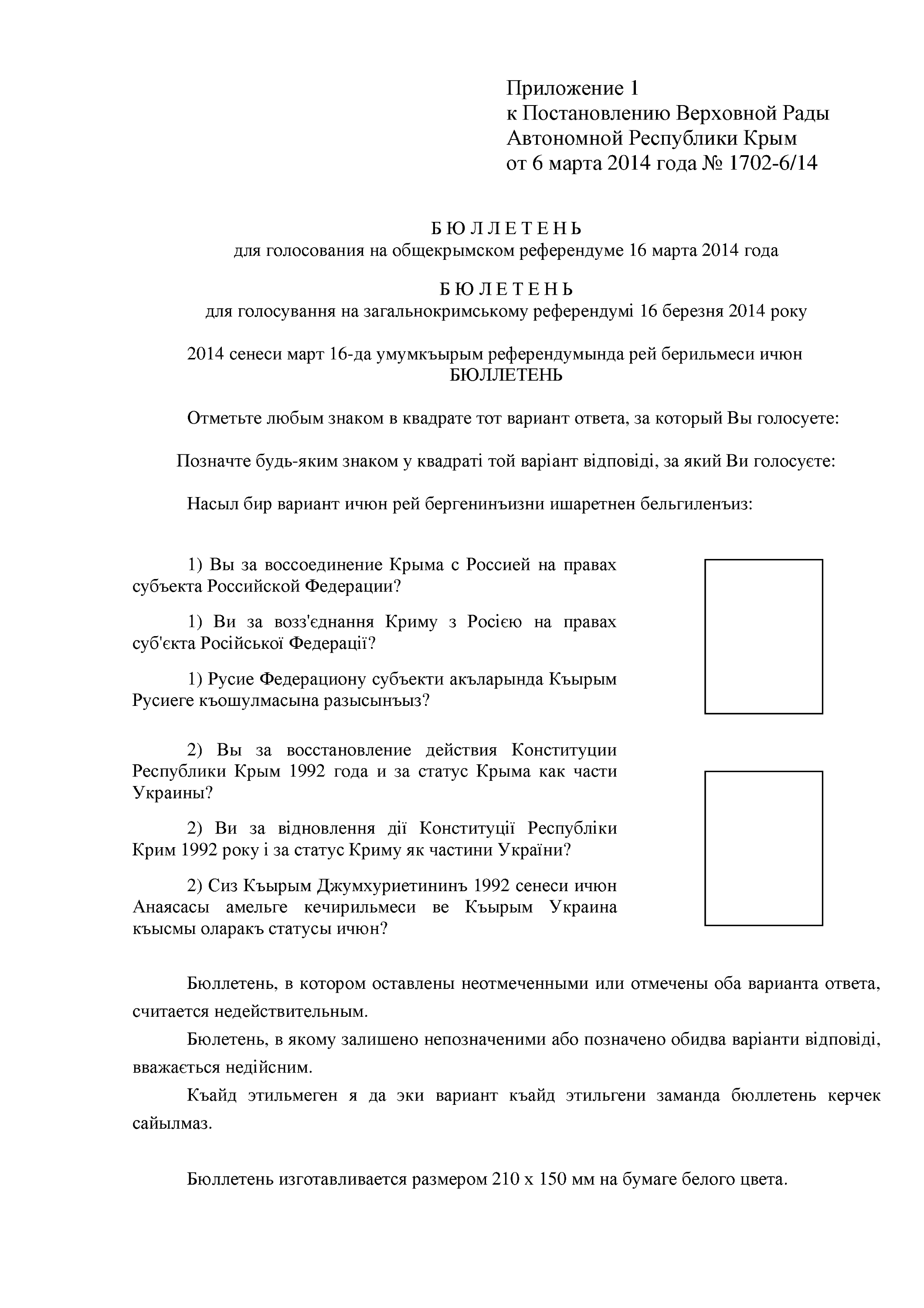
Stimmzettel zum Referendum am 16. März 2014

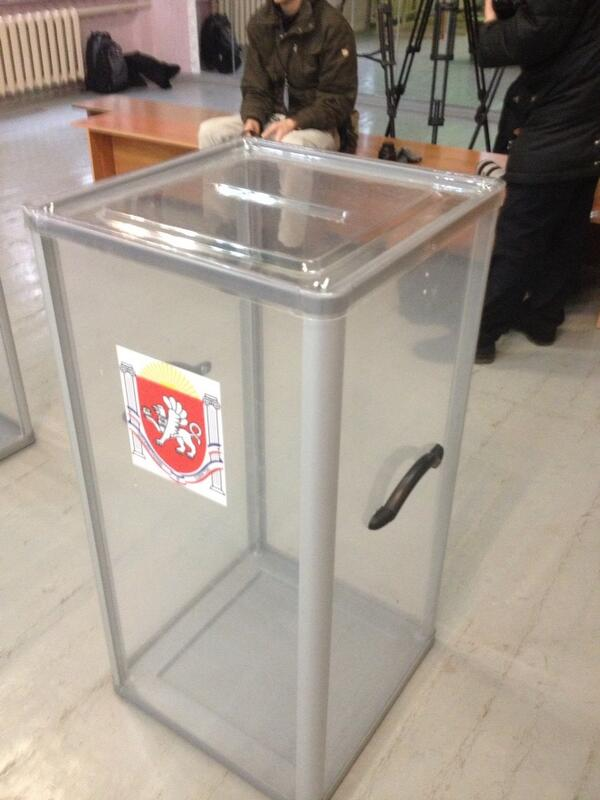
Transparente Wahlurne zum Referendum am 16. März 2014

Die rund 1205 Wahllokale öffneten unter scharfen Sicherheitsvorkehrungen um 8.00 Uhr Ortszeit und schlossen um 19.00 Uhr Ortszeit.
Es wurden durchsichtige Wahlurnen verwendet und für die Stimmzettel gab es keine Umschläge. Es blieb den Wählern überlassen, ihre Stimmzettel zu falten oder nicht (und damit offen abzustimmen).
Das Dokument des Kopenhagener Treffens der Konferenz über Sicherheit und Zusammenarbeit in Europa der Konferenz über die Menschliche Dimension der KSZE vom 29. Juni 1990 schreibt in Punkt 5.1 und 7.4 geheime Abstimmungen vor. Russland und die Ukraine wurden 1992 KSZE-Mitglieder.

### Offizielles Wahlergebnis
Der Leiter der Wahlkommission, Michail Malyschew, gab ein vorläufiges Ergebnis bekannt, wonach 95,5 Prozent der abgegebenen Stimmen sich für eine Wiedervereinigung der Krim mit Russland mit den Rechten eines Subjekts der Russischen Föderation aussprachen. Für eine Wiederherstellung der Gültigkeit der Verfassung der Republik Krim von 1992 und für einen Status der Krim als Teil der Ukraine hätten 3,5 Prozent gestimmt, und 1,0 Prozent seien ungültige Stimmzettel gewesen. Die Wahlbeteiligung habe rund 82 Prozent betragen.
Nach späteren Angaben der russischen Nachrichtenagentur RIA Novosti sprachen sich 96,77 % der Abstimmenden – entsprechend 1,233 Millionen Stimmen – für einen Anschluss an Russland aus; die Wahlbeteiligung habe 83,1 % betragen. In Sewastopol wurde eine Zustimmung von 123 Prozent der registrierten Wähler verzeichnet.
Es gab hierauf massive Zweifel an der offiziellen Stimmauszählung, unter anderem vom Menschenrechtsrat beim russischen Präsidenten.

## Reaktionen

### Sanktionen
Die USA verhängten Sanktionen gegen Vladislav Surkov, Sergey Glazyev, Leonid Eduardowitsch Sluzki, Andrei Klishas, Valentina Matviyenko, Dmitry Rogozin und Yelena Mizulina, die als führende Vertraute von Putin galten. Den Präsidenten selbst wollte man nicht auf die Sanktionsliste setzen.

### Diplomatie
Die Vertreter der G8-Staaten (außer Russland) sowie die Präsidenten des Europarates und der EU-Kommission erklärten am 12. März 2014, das geplante Referendum der Krim nicht anzuerkennen. Eine russische Annexion der Krim würde die Charta der Vereinten Nationen, Russlands Verpflichtungen aus der Helsinki-Schlussakte von 1975, aus dem Freundschaftsvertrag und dem Flottenstationierungsvertrag mit der Ukraine von 1997 und aus dem Budapester Memorandum von Dezember 1994 verletzen.
Das Europäische Parlament unterstützte dies am 13. März 2014 in einer nichtlegislativen Entschließung. Es fordert den unverzüglichen Rückzug derjenigen russischen Streitkräfte, die rechtswidrig auf dem Gebiet der Ukraine stationiert sind. Die russischen Vorwürfe seien unbegründet. Die Abgeordneten forderten die ukrainische Regierung auf, die Rechte von Angehörigen nationaler Minderheiten, einschließlich der Rechte der russischsprachigen Ukrainer, uneingeschränkt zu schützen. Sie verlangten die Einführung einer neuen, weitreichenden Sprachenregelung, durch die alle Minderheitensprachen gefördert werden. Die zwischen dem Europäischen Parlament und der russischen Staatsduma sowie dem Föderationsrat bestehende Zusammenarbeit könne nicht wie bisher fortgeführt werden.
Am 15. März legte Russland sein Veto gegen eine Resolution des Sicherheitsrates der Vereinten Nationen ein, die das Unabhängigkeitsreferendum der Krim am 16. März als ungültig bezeichnen sollte. Die UNO-Vetomacht China enthielt sich der Stimme, die übrigen Mitglieder des Rates stimmten dafür. Als Grund für das Veto gab der ständige Vertreter Witali Tschurkin an, dass es sich bei der im Resolutionstext genannten Übergangsregierung der Ukraine nicht um die am 21. Februar vereinbarte „Übergangsregierung der nationalen Einheit“ handele. Die unterlassene Entwaffnung der noch radikaleren Organisation „Rechter Sektor“ bezeichnete Tschurkin als weiteren Verstoß gegen das Abkommen vom 21. Februar. Dass China sich durch seine Enthaltung nicht auf die Seite Russlands gestellt hatte, führten westliche Diplomaten auf den Verstoß des Referendums auf der Krim gegen die von China im UN-Sicherheitsrat vertretenen Grundprinzipien der territorialen Integrität und der Nichteinmischung zurück. Der Vertreter der Vetomacht Frankreich, Gérard Araud, bezeichnete das Veto Russlands als russische Niederlage.
Nach der Abstimmung betonte die deutsche Bundesregierung, dass das Referendum, die Unabhängigkeitserklärung und die Aufnahme der Krim in die Russische Föderation internationalem Recht widerspreche.
Am 18. März erklärte das kasachische Außenministerium, das Referendum sei der freie Ausdruck des Willens der Bevölkerung, und begrüßte das Vorgehen der Russischen Föderation. Die argentinische Präsidentin Kirchner verglich das Referendum mit dem vor einem Jahr auf den Falkland-Inseln stattgefundenen Referendum und gab die Passage zum Selbstbestimmungsrecht der Völker aus der UN-Charta wieder.

### UN-Generalversammlung

Abstimmungsergebnis UN-Resolution 68/262

Mit großer Mehrheit beschloss die UN-Vollversammlung am 27. März 2014 die nicht bindende Resolution 68/262 der UN-Generalversammlung zur territorialen Integrität der Ukraine, in welcher das Referendum als ungültig bezeichnet wird und dass es den Status der Autonomen Republik Krim und der Stadt Sewastopol nicht verändern könne („[…] Underscores that the referendum held in the Autonomous Republic of Crimea and the city of Sevastopol on 16 March 2014, having no validity […]“). Für diese Resolution stimmten 100 Staaten, dagegen stimmten 11 Staaten (darunter: Russland, Nordkorea, Syrien, Kuba, Belarus) und 58 Länder enthielten sich (darunter: China und Kasachstan). Danach behauptete Russlands ständiger UN-Vertreter Witali Tschurkin, dass der Westen eine Vielzahl der Staaten, die für die Resolution gestimmt haben, im Vorfeld der Abstimmung unter erheblichen Druck (besonders wirtschaftlicher Natur) gesetzt habe. Jedoch nannte Tschurkin keine Beispiele von angeblich erpressten Staaten.

### Einschätzungen

#### Völkerrechtliche Einschätzungen
Die Völkerrechtlerin Anne Peters bezeichnete den nicht den Vorgaben der Venedig-Kommission entsprechenden Vorgang einen „Missbrauch des Referendumsinstruments“. Die Venedig-Kommission hatte die Vorgänge in einer Untersuchung in folgenden Punkten verurteilt:
- Das Referendum stand im Widerspruch zur ukrainischen Verfassung;
- die Fragestellung war mehrdeutig;
- es gab Berichte über extensiven Wahlbetrug;
- es ist keine neutrale, unabhängige Wahlwerbung vor dem Referendum in nur 10 Tagen zwischen Ankündigung und tatsächlicher Abhaltung möglich gewesen;
- eine unabhängige Wahlbeobachtung ist nicht möglich gewesen;
- das Referendum hat in einem nicht befriedeten Gebiet stattgefunden.

Der letzte Punkt war nach Meinung von Peter Hilpold der gravierendste.
Luzius Wildhaber seinerseits fasste zusammen: „Das Krim-Plebiszit war somit illegal und manipuliert.“

#### Wissenschaftler
Nach dem Historiker Andreas Kappeler dürfte eine Mehrheit der Bevölkerung für einen Anschluss gestimmt haben, viele „in der Hoffnung auf einen höheren Lebensstandard“. Zusätzlich erwähnt er, dass das Referendum internationalen Standards nicht genügt habe und die Ergebnisse gefälscht worden seien. Historiker wiesen in Interviews auch vor der Annexion auf diesen „Sonderfall“ des 60-prozentigen russischen Bevölkerungsanteils (Andreas Umland) hin oder benannten die „ziemlich einmalige“ (Anne Applebaum) Bevölkerungszusammensetzung mit einer großen „Anzahl pensionierter sowjetischer Militärs“ und Rentnern aus der ehemaligen Sowjetunion.
Einer deutschen Wissenschafterin zufolge boykottierten die Krimtataren mehrheitlich die Abstimmung.

#### Zweifel an offizieller Stimmauszählung
Der Menschenrechtsrat besuchte die Krim Mitte April 2014 mit einer Delegation, der auch die Menschenrechtlerin Swetlana Gannuschkina angehörte. Ende April 2014 veröffentlichte einen Bericht mit Titel „Проблемы жителей Крыма“ (deutsch: „Probleme der Krimbewohner“). Hierin wird zum Referendum unter anderem ausgeführt: „в Крыму по разным данным за присоединение к России проголосовали 50–60 % избирателей при общей явке в 30–50 %“ (deutsch: „auf der Krim stimmten verschiedenen Angaben zufolge 50–60 % der Wähler für den Beitritt zu Russland, bei einer Gesamtbeteiligung von 30–50 %“) Auch Mustafa Dschemiljew kam, auf der Grundlage der Wahlbeobachtung durch die das Referendum boykottierenden Krimtataren, zu einer geschätzten Wahlbeteiligung von 45 %. Selbst bei den kontroversesten Themen hätten auf der Krim in der Vergangenheit nie mehr als ca. 55 % der Bürger an Wahlen teilgenommen.